# Naultinus elegans
Espèce
Synonymes
- Naultinus sulphureus Buller, 1871

Statut CITES
Naultinus elegans est une espèce de geckos de la famille des Diplodactylidae.

## Répartition

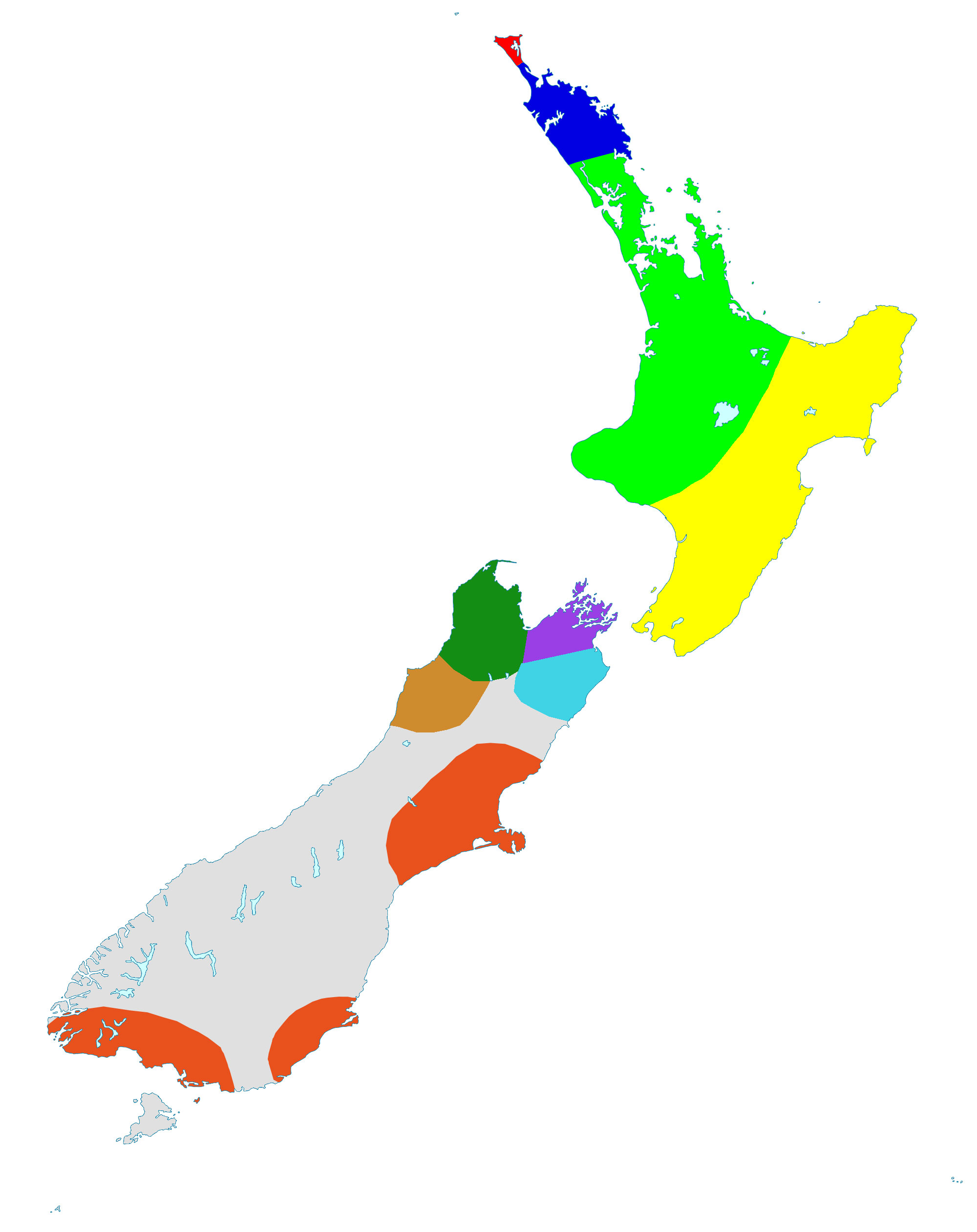
Distribution de Naultinus elegans en vert clair.

Cette espèce est endémique de Nouvelle-Zélande. Elle se rencontre dans l'ouest de l'île du Nord.

## Description

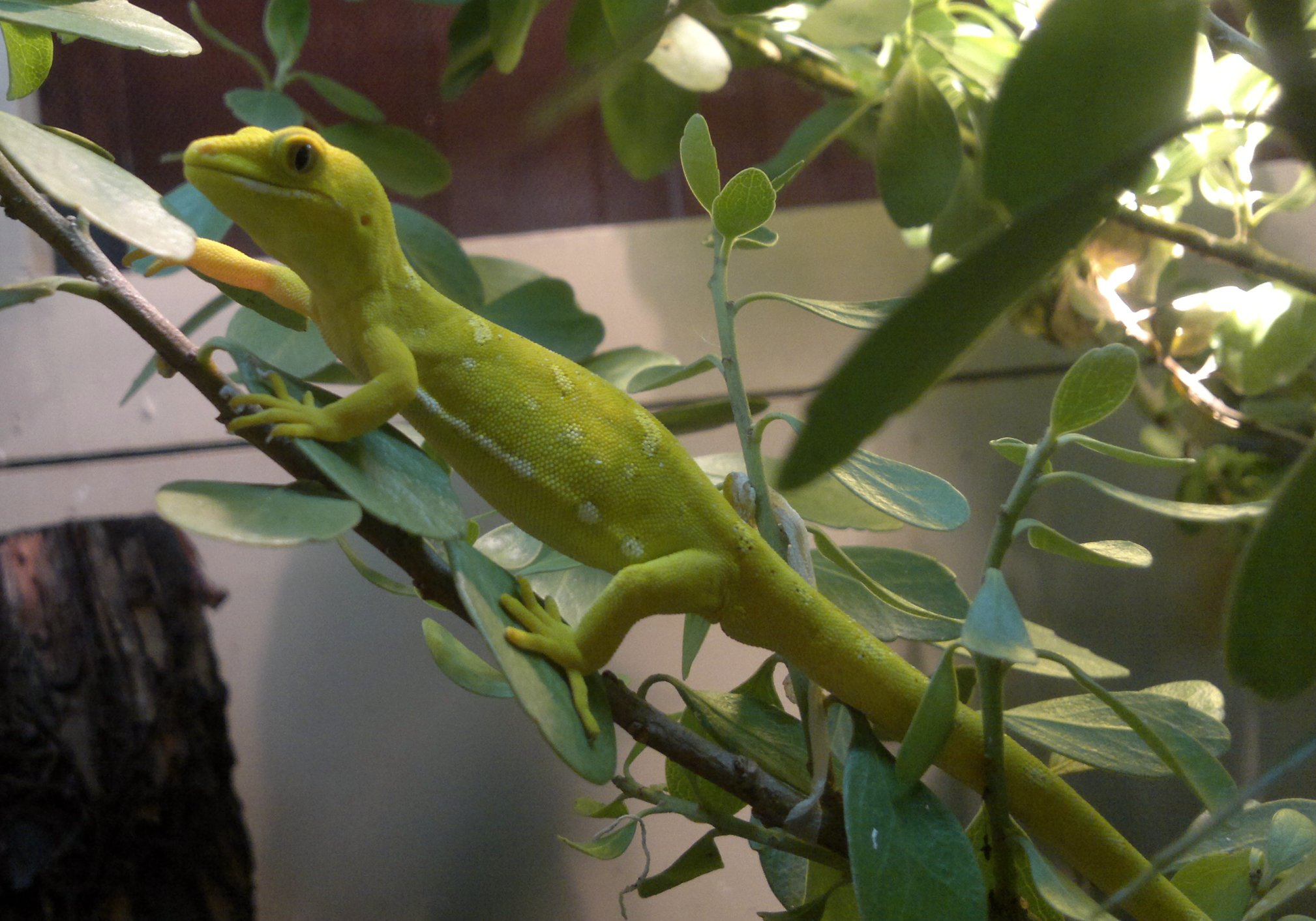
Naultinus elegans

Ce gecko nocturne et insectivore a un aspect svelte, avec un corps relativement fin et des membres graciles.
Comme chez d'autres espèces, il semble exister plusieurs phases :
- Pour la phase naturelle, les couleurs vont du vert sur le dessus au vert clair (vert pomme) sur les côtés. Le dessous du corps est blanc-beige. Le dos est parsemé de taches blanches plutôt longilignes, alignées selon deux lignes de chaque côté de la colonne vertébrale et jusque sur la queue. Cependant certaines individus présentent seulement des taches, seulement des points voire une couleur unie.
- Il existe également une phase orange, avec des motifs similaires, et d'autres encore, car les individus présentent une grande variabilité sur ce plan.

L'intérieur de la bouche est bleuté.

## Taxinomie
La sous-espèce Naultinus elegans punctatus a été élevée au rang d'espèce.

## Publication originale
- Gray, 1842 : Description of two hitherto unrecorded species of Reptiles from New Zealand; presented to the British Museum by Dr. Dieffenbach. The Zoological Miscellany, London, vol. 2, p. 72 (texte intégral).